# Ludmiła Spiesiwcewa
Ludmiła Jakowlewna Spiesiwcewa (ur. 19 kwietnia 1948) – rosyjska seryjna morderczyni i kanibalka. Matka Aleksandra Spiesiwcewa, kanibala-mordercy. Brała udział w co najmniej kilku zabójstwach, w których pomagała synowi.

## Działalność
Wiadomo, że Ludmiła pomogła synowi w co najmniej trzech zabójstwach, lecz są podejrzenia, że brała udział w większej liczbie zbrodni. Jej rola była prosta: zwabiała młode kobiety do swojego mieszkania, a następnie wraz z synem zabijała je, ćwiartowała, a następnie przygotowywała z nich posiłki.

## Odkrycie zbrodni
Zbrodnie, jakich dokonywała wraz z synem, wyszły na jaw przez przypadek. W październiku 1996 sąsiedzi wezwali hydraulika do wycieku z rury w jej mieszkaniu, a ponieważ nikt nie reagował na pukanie – milicja wyważyła drzwi. W środku znaleziono miski z poćwiartowanym ludzkim ciałem, a na tapczanie kobietę, która kilkanaście godzin później zmarła.

## Wyrok
Ludmile Spiesiwcewej postawiano zarzut współudziału w trzech zabójstwach. Nie przyznawała się do winy, twierdząc, że nie ma z nimi nic wspólnego oraz że o nich nie wiedziała (co było nieprawdą, gdyż w momencie odkrycia ciał była w mieszkaniu). Została uznana za winną i skazana na dożywocie.